# Gottlob Heinrich Bergmann
Gottlob Heinrich Bergmann (* 12. Juni 1781 in Erichshagen; † 29. Oktober 1861 in Hildesheim) war ein deutscher Psychiater.

## Leben
Bergmann studierte an der Georg-August-Universität Göttingen. Nachdem in Frankreich bei François Broussais und René Laënnec eine Ausbildung in pathologischer Anatomie absolviert hatte, wurde er 1804 Armenarzt in Celle. Im selben Jahr promovierte er in Göttingen mit der Dissertation Über die Anfangsgründe einer vergleichenden Anatomie. 1810 wurde er Arzt des Zucht- und Tollhauses von Celle. Nach Erkundungsreisen durch Deutschland, Frankreich und Italien errichtete er 1827 in einem ehemaligen Kloster im St. Michaelisklosters in Hildesheim eine Heilanstalt, 1833 im benachbarten St. Magdalenenkloster zusätzlich eine Pflegeanstalt. 1848 kam ein Neubau im Stift Bartholomäi zur Sülte als Pflegeanstalt hinzu. 1855 trat er in den Ruhestand.
Bergmann wurde 1837 zum korrespondierenden Mitglied der Göttinger Akademie der Wissenschaften und 1844 zum Mitglied der Gelehrtenakademie Leopoldina gewählt. 1854 verlieh ihm Hildesheim die Ehrenbürgerschaft.

## Theoretische Konzepte
Bekannt wurde er durch seine eigentümliche anatomische Richtung, die er in mehreren Schriften niederlegte. Von der alten Ansicht ausgehend, dass im Dunste der Hirnhöhlen das Pneuma sitze, beschrieb er nämlich gewisse zarte Markfasern in den Hirnventrikeln als Chorden, welche er als Emanationen des Pneumas auffasste. Diesen Chordensystemen wies er bestimmte Vermögen zu, womit sie zwingend auf den Geist zurückwirken und die Gesetze des Seelenlebens bedingen sollten. Seine mystische Theorie wurde jedoch von seinen Zeitgenossen nicht anerkannt.
1846 beschrieb Bergmann als erster als psychiatrisches Phänomen einen Fall von Autoenukleation.

## Schriften (Auswahl)
- Neue Untersuchungen über die innere Organisation des Gehirns. Helwing, Hannover 1831. (Digitalisat)
- Untersuchungen über die Structur der Mark- und Rindensubstanz des großen und kleinen Gehirns. In: Müllers Archiv. 1841.